# Neformalne greške
Neformalne greške su vrsta pogrešnih argumenata u prirodnom jeziku. Izvor greške nije samo u formi argumenta, kao što je slučaj kod formalnih grešaka, već može biti i u njihovom sadržaju i kontekstu. Greške, iako su pogrešne, obično deluju ispravno i time mogu zavesti ljude da ih prihvate i koriste. Ovi obmanjujući izgledi često su povezani s različitim aspektima prirodnog jezika, poput dvoznačnih ili nejasnih izraza ili pretpostavke implicitnih pretpostavki umesto da ih učinimo eksplicitnim.
Tradicionalno, identifikovan je veliki broj neformalnih grešaka, uključujući grešku ekvivokacije, grešku amfibolije, greške kompozicije i deobe, lažna dilema, grešku pretpostavke, ad hominem grešku i apel na neznanje. Ne postoji opšti dogovor o tome kako različite greške treba grupisati u kategorije. Jedan pristup koji se ponekad nalazi u literaturi je razlikovanje između grešaka nejasnosti, koje imaju korene u dvoznačnom ili nejasnom jeziku, grešaka pretpostavke, koje uključuju lažne ili neopravdane pretpostavke, i grešaka relevantnosti, u kojima premise nisu relevantne za zaključak uprkos suprotnim izgledima.
Tradicionalni pristup greškama doživeo je mnogo kritika u savremenoj filozofiji. Ova kritika često se zasniva na argumentu da navodne greške zapravo nisu greške uopšte, ili bar ne u svim slučajevima. Kako bi se prevazišao ovaj problem, predloženi su alternativni pristupi za koncipiranje argumenata i grešaka. Među njima je i dijaloški pristup, koji koncipira argumente kao poteze u dijaloškoj igri koja ima za cilj racionalno ubeđivanje druge osobe. Ova igra je uređena različitim pravilima. Greške su definisane kao kršenja dijaloških pravila koja ometaju napredak dijaloga. Epistemološki pristup predstavlja još jedan okvir. Njegova osnovna ideja je da argumenti igraju epistemičku ulogu: cilj im je proširenje našeg znanja pružajući most između već opravdanih verovanja i još neopravdanih verovanja. Greške su argumenti koji ne uspevaju u ovom cilju kršeći pravilo epistemičkog opravdanja. U bajesijanskom pristupu, epistemički normativi diktirani su zakonima verovatnoće, koje naši stepeni verovanja treba da prate.
Pravo proučavanje grešaka ima za cilj pružanje opisa za evaluaciju i kritiku argumenata. To podrazumeva kako deskriptivni opis šta čini argument, tako i normativni opis koji argumenti su dobri ili loši. U filozofiji, greške se obično posmatraju kao oblik lošeg argumenta i kao takve se diskutuju u ovom tekstu. Druga koncepcija, češća u nenaučnom diskursu, vidi greške ne kao argumente već kao lažna, ali popularna verovanja.

## Tradicionalni pristup
Neformalne greške su oblik pogrešnog argumenta u prirodnom jeziku. Argument je niz tvrdnji, nazvanih premisama, zajedno s jednom ili više tvrdnji, nazvanih zaključkom. Premise u ispravnim argumentima pružaju ili deduktivnu ili približnu podršku zaključku. Izvor greške u neispravnim argumentima može biti u formi, sadržaju ili kontekstu argumenta. Ako je greška samo zbog forme, smatra se formalnom greškom. Neformalne greške takođe mogu uključivati formalne greške, ali se prvenstveno odnose na greške na nivou sadržaja i konteksta. Neformalne greške izražene su u prirodnom jeziku. To sa sobom nosi različite poteškoće koje se ne suočavaju prilikom proučavanja formalnih grešaka, poput dvoznačnih termina, nejasnih izraza ili pretpostavljanja premisa implicitno umesto izricanja eksplicitno. Tradicionalno, naveden je veliki broj neformalnih grešaka, uključujući grešku ekvivokacije, grešku amfibolije, greške kompozicije i deobe, lažnu dilemu, grešku u postavljanju pitanja, ad hominem grešku ili apel na neznanje. Tradicionalni pristup pokušava da objasni ove greške koristeći koncepte i teze diskutovane u ovom odeljku.

### Argumenti i greške
Samo argumenti mogu činiti grešku. Različiti pogrešni izrazi ne smatraju se greškama jer nema postavljenog argumenta, na primer, jer nisu navedeni razlozi ili tvrdnja. Osnovna ideja argumenata je da premise podržavaju zaključak ili da zaključak sledi iz premisa. Deduktivno validni argumenti pružaju najjači oblik podrške: za njih je nemoguće da zaključak bude netačan ako su sve premise istinite. Premise u nededuktivnim argumentima pružaju određeni stepen podrške za svoj zaključak, ali su opozivi: moguće je da su sve premise istinite, a da je zaključak netačan. Opozivi argumenti mogu biti i dalje racionalno ubedljivi iako su propadljivi, tako da ne automatski predstavljaju greške. Premise argumenta mogu se posmatrati kao osnova na kojoj se gradi zaključak. Prema ovoj analogiji, dve stvari mogu krenuti naopako i pretvoriti argument u grešku. Moglo bi se desiti da je osnova nestabilna, ali čak i čvrsta osnova nije korisna ako ne pruža podršku za dato zaključivanje.
Tradicionalno, greške su definisane kroz tri neophodna uslova: „greška (i) je argument, (ii) koji je nevalidan, i (iii) izgleda da je validan”. Ova definicija obuhvata samo formalne greške jer ima deduktivnu nevalidnost kao neophodan uslov, ali lako se može izmeniti da uključi neformalne greške zamjenom ovog uslova s opštijim terminom, poput logičke slabosti ili pogrešnog zaključivanja. Poslednja klauzula uključuje psihološki element u tome kako argument izgleda argueru. Ova klauzula se koristi da razlikuje prave greške od običnih grešaka u zaključivanju, na primer zbog nepažnje. Ideja je da greške imaju privlačni element koji prevazilazi običnu nepažnju, tako što nas zavode da počinimo grešku, čime se objašnjava zašto su u prvom mestu počinjene. Neki filozofi odbacuju ovaj apel na izgled jer bi referenca na psihologiju komplikovala istragu na različite načine. Jedan problem je taj što su izgledi različiti za različite ljude. Ovaj problem takođe uključuje društvene nauke, kako bi se odredilo koje referentne grupe ljudi konsultovati za definisanje grešaka. Predloženo je da je suština proučavanja grešaka normativni aspekt argumenata, a ne njihova ubedljiva snaga, koja se proučava putem empirijske psihologije.

### Forma, sadržaj i kontekst
Izvor greške u neispravnim argumentima može ležati u formi, sadržaju ili kontekstu. Forma ili struktura argumenta takođe se naziva „pravilo zaključivanja”. Najpoznatije pravilo zaključivanja je modus ponens, koje kaže da ako je data pretpostavka u obliku „Ako je p onda je q” i još jedna u obliku „p”, onda je zaključak „q”. Pravila zaključivanja su formalna jer zavise samo o strukturi ili sintaksi pretpostavki, a ne o njihovom sadržaju. Dakle, argument zasnovan na modus ponens je validan bez obzira na to koje su propozicionalne sadržine korišćene za „p” i „q”.
Sadržaj argumenta nalazi se na nivou njegovih tvrdnji: to je ono što je izraženo u njima. Izvor mnogih neformalnih grešaka nalazi se u lažnoj pretpostavci. Na primer, lažna dilema je greška zasnovana na lažnoj disjunktivnoj tvrdnji koja previše pojednostavljuje stvarnost isključivanjem izvodljivih       alternativa.
Kontekst argumenta odnosi se na situaciju u kojoj se koristi. Na osnovu svog konteksta, argument može imati različite namene. Jedan način da argument bude pogrešan je ako ne obavlja ulogu koju je trebalo da obavi. Na primer, greška u prezentaciji protivnika uključuje nepravilno pripisivanje slabe pozicije protivniku, a zatim osporavanje te pozicije. Sam argument može biti validan u tome što je osporavanje protivničke pozicije zaista uspešno. Greška se nalazi na nivou konteksta jer protivnik zapravo ne zastupa tu poziciju. Ova zavisnost o kontekstu znači da isti argument može biti uspešan u drugom kontekstu: protiv protivnika koji zapravo zastupa tu lažnu poziciju.

### Prirodni jezik i suprotnost formalnim greškama
Formalne greške su deduktivno nevalidni argumenti. One su od posebnog interesa za oblast formalne logike, ali mogu objasniti samo mali broj poznatih grešaka, na primer, potvrđivanje konsekventa ili negiranje antecedenta. Mnoge druge greške koje se koriste u prirodnom jeziku, na primer u reklamiranju ili politici, uključuju neformalne greške. Na primer, lažne dileme ili pretpostavke su greške iako su deduktivno validne. One se proučavaju u okviru neformalne logike. Deo teškoće u analizi neformalnih grešaka potiče od činjenice da njihova struktura nije uvek jasno izražena u prirodnom jeziku. Ponekad određene ključne reči poput „jer”, „stoga”, „budući da” ili „posledično” ukazuju na to koje delove izraza čine premise, a koje deo zaključka. Ali ponekad ova razlika ostaje implicitna i nije uvek očigledno koje delove treba identifikovati kao premise, a koje delove zaključka. Mnogi neformalni argumenti uključuju entimematičke premise: premise koje nisu eksplicitno navedene, već se podrazumevaju. U nekim domaćim svađama i političkim debatama nije jasno od početka o čemu se dve strane svađaju i koje teze nameravaju da brane. Ponekad je funkcija debate više da razjasni ove preliminarne tačke nego da unapredi stvarne argumente.
Razlika između formalnih i neformalnih grešaka je suprotstavljena deduktivistima, koji tvrde da je deduktivna nevalidnost razlog za sve greške. Jedan način da se objasni da neke greške ne izgledaju kao deduktivno nevalidne jeste da se tvrdi da sadrže različite skrivene pretpostavke, što je često slučaj za argumente u prirodnom jeziku. Ideja je da se očigledne neformalne greške mogu pretvoriti u formalne greške čineći sve ove pretpostavke eksplicitnim i time otkrivajući deduktivnu nevalidnost. Tvrdnja da je ovo moguće za sve greške nije opšte prihvaćena. Jedan zahtev za formalno tretiranje je prevođenje spornih argumenata na jezik formalne logike, proces poznat kao „formalizacija”. Često mnoge suptilnosti prirodnog jezika moraju biti zanemarene u ovom procesu. Neki skupovi znanja mogu se formalizovati bez mnogo ostatka, ali drugi se opiru formalizaciji. To je takođe tačno za mnoge neformalne greške.

## Drugi pristupi
Tradicionalni pristup greškama dobio je mnogo kritika u savremenoj filozofiji. Ova kritika često se zasniva na argumentu da neke od navodnih grešaka uopšte nisu greške, ili barem ne u svim slučajevima. Različiti alternativni pristupi tome kako treba shvatiti argumente i greške su predloženi. Ovi alternativni pristupi često imaju za cilj da pokažu da, s obzirom na njihovu perspektivu, moguće je proceniti da li je navodna greška zapravo grešna u datom slučaju. Dijaloški pristup koristi igračko-teorijski okvir za definisanje argumenata i vidi greške kao kršenje pravila igre. Prema epistemičkom pristupu, cilj argumenata je proširenje našeg znanja pružanjem mosta od već opravdanih verovanja do još uvek neopravdanih verovanja. Greške su argumenti koji ne uspevaju u ostvarenju ovog cilja jer krše pravilo epistemičkog opravdanja. Predloženo je da možda ne postoji jedan jedinstveni okvir za procenu svih grešaka, već samo mnoštvo idealnih prema kojima se može oceniti da li je dati argument dobar ili loš.

### Dijaloški
Dijaloški pristup ne posmatra argumente samo kao niz premisa zajedno sa zaključkom, već kao govorni čin unutar dijaloga koji ima za cilj racionalno ubeđvanje druge osobe u svoj položaj. Prominentna verzija ovog pristupa brani Douglas N. Walton. Prema njegovoj igračko-teorijskoj koncepciji, dijalog je igra između dva igrača. Na početku, svaki igrač se obavezao na skup tvrdnji i ima zaključak koji namerava da dokaže. Igrač je pobedio ako uspe da ubedi protivnika u svoj zaključak. U tom smislu, dijalozi se mogu okarakterisati kao „igre ubedjivanja”. Igrači mogu izvoditi različite poteze koji utiču na ono čemu su se obavezali. U ovom okviru, argumenti su potezi koji uzimaju protivnikove obaveze kao premise i dovode do zaključka koji se pokušava dokazati. Budući da to često nije moguće direktno, preduzimaju se različiti posredni koraci, u kojima svaki argument preduzima nekoliko koraka ka svojem nameravanom zaključku predlažući protivniku posredni zaključak koji treba da prihvati. Ova igra je uređena različitim pravilima koja određuju, između ostalog, koji potezi su dozvoljeni i kada. Dijaloški pristup omogućava razlikovanje između pozitivnih argumenata, koji podržavaju sopstveni zaključak, i negativnih argumenata, koji osporavaju protivnikov zaključak.
Iz ove perspektive, greške se definišu kao kršenja pravila dijaloga. One su „varljivo loši argumenti koji ometaju napredak dijaloga”. Na primer, greška slamke, uključuje nepravilno pripisivanje slabog stava protivniku, a zatim dokazivanje da taj stav vodi do sopstvenog zaključka. Ova greška nije logička u strogoj meri, već dijaloška: zaključak takođe može proizaći iz ovih premisa, ali protivnik ne drži ove obaveze. U nekim slučajevima varira od igre do igre, da li određeni potez računa kao greška ili ne. Na primer, postoje slučajevi kada tu quoque „greška” uopšte nije greška. Ovaj argument, poznat i kao apel na hipokriziju, pokušava da diskredituje protivnikov argument tvrdnjom da je protivnikovo ponašanje nespojivo sa zaključkom argumenta. Ovaj potez ne mora nužno kršiti pravila dijaloga. Umesto toga, može otkriti slabost u protivnikovom stavu preusmeravajući njihovu kritiku na njih samog. Ovaj potez prebacuje teret dokaza nazad na protivnika, čime se jača sopstveni stav. Ali ipak predstavlja grešku ako se koristi samo kako bi se izbegao argument.

### Epistemski
Osnovna ideja epistemičkog pristupa je da argumenti igraju epistemičku ulogu: cilj im je da prošire naše znanje pružajući most od već opravdanih verovanja do još neopravdanih verovanja. Sofizmi su argumenti koji ne uspevaju da ostvare taj cilj jer krše pravilo epistemičkog opravdanja. To objašnjava, na primer, zašto su argumenti koji su slučajno valjani i dalje na neki način nesavršeni: zato što sam govornik nema dobar razlog da veruje u zaključak.
Sofizam petljanja u pitanje, prema ovoj perspektivi, sofizam je jer ne proširuje naše znanje pružajući nezavisno opravdanje za svoj zaključak. Umesto toga, zaključak je već pretpostavljen u jednoj od svojih premisa. Čisto logički pristup, s druge strane, ne uspeva da objasni sofističku prirodu petljanja u pitanje jer je argument deduktivno valjan.
Bajesianizam predstavlja posebnu formu epistemičkog pristupa. Bajesijanizam interpretira stepene verovanja kao subjektivne verovatnoće, tj. kao stepen uverenja onoga koji veruje da je verovana tvrdnja istinita. Prema ovoj perspektivi, zaključivanje na osnovu argumenta može se interpretirati kao proces promene stepena verovanja, obično kao odgovor na nove pristigle informacije. Sofizmi su verovatno slabi argumenti, tj. imaju nisku verovatnoću prema bajesianističkom modelu. Da li argument predstavlja sofizam ili ne zavisi od stepena uverenja osobe koja procenjuje argument. To znači da ono što predstavlja sofizam za jednog govornika može biti validan argument za drugog. To objašnjava zašto bi, pokušavajući nekoga da ubedimo, trebalo uzeti u obzir verovanja publike. Ali to takođe može da razume argumente nezavisno od publike, za razliku od dijaloškog pristupa.
Ova perspektiva je dobro prikladna za objašnjenje zašto neki argumenti o klizavom padu predstavljaju sofizme, a drugi ne. Argumenti o klizavom padu protive se određenom predlogu na osnovu činjenice da bi taj predlog doneo uz sebe niz uzročnih događaja koji bi na kraju doveli do lošeg ishoda. Ali čak i ako je svaki korak u ovom nizu relativno verovatan, probabilistički računi mogu otkriti da je verovatnoća da se svi koraci dese zajedno prilično mala. U tom slučaju, argument bi predstavljao sofizam, ali argumenti o klizavom padu su racionalno opravdani ako su pripadajuće verovatnoće dovoljno visoke.

## Vrste
Postoji velika raznolikost neformalnih grešaka koje su diskutovane u akademskoj literaturi. Postoji kontroverza kako oko toga da li određeni argument zaista predstavlja grešku u svim svojim instancama, tako i oko toga kako bi različite greške trebalo grupisati u kategorije. Kategorizacija koja se ovde koristi prati predloge koji se često nalaze u akademskoj literaturi u ovim ili sličnim terminima. Ona razlikuje greške dvoznačnosti, koje imaju svoje korene u dvoznačnom ili nejasnom jeziku, greške pretpostavke, koje uključuju lažne ili neopravdane premise, i greške relevantnosti, u kojima premise nisu relevantne za zaključak, uprkos drugačijem izgledu. Predložene su i druge kategorizacije, a neke greške unutar ove kategorizacije takođe bi mogle biti grupisane u drugu kategoriju.

### Greške dvoznačnosti
Izvor greške kod grešaka dvoznačnosti leži u upotrebi jezika. To je zbog toga što mnogi pojmovi u prirodnom jeziku imaju dvoznačna ili nejasna značenja. Dvoznačni pojmovi imaju više značenja, dok nejasni pojmovi imaju nejasno značenje. Greške dvoznačnosti često rezultiraju samo verbalnim sporovima: strane u raspravi imaju različite teme na umu i time razgovaraju jedna pored druge, a da nisu svesne toga. Jedan način da se izbegnu ili reše ove greške jeste da se razjasni jezik, na primer pridržavanjem definicija i unošenjem novih razlika. Takve reformulacije mogu uključivati kondenzaciju originalnog argumenta kako bi se lakše uočio grešni korak.
Greške dvoznačnosti možda najbolje ilustruje greška ekvivokacije, u kojoj isti pojam ima dva različita značenja u premisama, na primer:
Perje je lagano. („lagano” kao „ne teško”)
Ono što je lagano ne može biti tamno. („lagano” kao „svetlo u boji”)
Dakle, perje ne može biti tamno.
Ekvivokacije su posebno teške za otkrivanje u slučajevima kada su dva značenja vrlo blisko povezana jedno s drugim.
Greška amphiboly takođe uključuje dvoznačnost u značenju, ali ova dvoznačnost nastaje ne na nivou pojedinačnih pojmova, već na nivou rečenice kao celine zbog sintaktičke dvoznačnosti, na primer:

„Policiji je rečeno da prestane piti na kampusu posle ponoći. Dakle, sada su u mogućnosti da mnogo bolje reaguju na hitne slučajeve nego pre.”
Na jednoj interpretaciji, policija nije dozvoljena da pije alkohol. Na drugoj, sada je posao policije da zaustavi druge ljude da piju. Argument deluje verovatno na prvoj interpretaciji, ali grešno na drugoj.
Greške deljenja i kompozicije proizilaze iz dvoznačnosti izraza „svi” i sličnih izraza. Taj pojam ima kako kolektivno tako i distributivno značenje. Na primer, rečenica „svi građani su dovoljno jaki da se odupru tiranu” može značiti ili da su svi zajedno dovoljno jaki (kolektivno) ili da je svaki pojedinačno dovoljno jak (distributivno). Greška deljenja se čini ako se zaključi iz rečenice u kolektivnom smislu da je određeni pojedinac dovoljno jak. Greška kompozicije se čini ako se zaključi iz činjenice da svaki član grupe ima osobinu da grupa u celini ima tu osobinu. Bilo koji oblik prenošenja osobine, od celine na njene delove ili obrnuto, pripada kategoriji grešaka deljenja i kompozicije, čak i kada dvoznačnost u jeziku nije uzrok.

### Greške pretpostavke
Greške pretpostavke uključuju lažnu ili neopravdanu pretpostavku, ali su često valjane na drugim načinima. Ova problematična pretpostavka može imati različite oblike, a verovanje u nju može biti uzrokovano na različite načine, što odgovara različitim potkategorijama u ovoj oblasti. Ove greške uključuju naturalističku grešku, moralističku grešku i namernu grešku.
Lažna dilema je greška pretpostavke zasnovana na lažnoj disjunktivnoj tvrdnji koja pojednostavljuje stvarnost isključivanjem održivih alternativa. Na primer, lažna dilema se čini kada se tvrdi da „Stejsi javno kritikuje kapitalizam, stoga mora biti komunistkinja”. Jedna od isključenih opcija je da Stejsi možda nije ni komunistkinja ni kapitalistkinja. Naša sklonost ka pravljenju lažnih dilema može biti posledica tendencije da pojednostavimo stvarnost pomoću tvrdnji ili-ili.
Za greške generalizacije, lažna pretpostavka potiče od pogrešne generalizacije. U slučaju greške opšteg generalizovanja, opšti princip se pogrešno primenjuje na izuzetan slučaj. Na primer: „Svako ima pravo na svoju imovinu. Stoga, iako je Džouns proglašen ludim, nemate pravo da mu oduzmete oružje.” Generalizacija, u ovom slučaju, ignoriše da ludilo predstavlja izuzetan slučaj na koji opšta prava svojine ne mogu neograničeno da se primene. Hrabra generalizacija, s druge strane, uključuje obrnutu grešku donošenja univerzalnog zaključka na osnovu malog broja slučajeva. Na primer: „Sreo sam dve osobe u Nikaragvi do sada, i bile su ljubazne prema meni. Tako će mi biti i sve osobe koje budem sreo u Nikaragvi.”
Kruglogodišnja pretpostavka je oblik cikličnog razmišljanja u kojem je zaključak već pretpostavljen u premisama. Zbog toga premise ne mogu nezavisno da podrže zaključak. Na primer, izjava: „Zeleno je najbolja boja jer je najzelenija od svih boja”, nudi nezavisan razlog osim početne pretpostavke za svoj zaključak. Otkrivanje ove greške može biti teško kada je uključen složen argument sa mnogo podargumenata, što rezultira velikim krugom.

### Greške relevantnosti
Greške relevantnosti uključuju premise koje nisu relevantne za zaključak, uprkos drugačijem izgledu. Mogu ipak uspeti u ubeđivanju publike zbog emocionalnog nabijanja (na primer: igranjem na predrasude, sažaljenje ili strah).
Ad hominem argumenti čine važnu klasu među greškama relevantnosti. U njima, onaj koji argumentuje pokušava da napadne tezu napadajući osobu koja iznosi tu tezu umesto da napadne samu               tezu. Odbacivanje teorije u fizici zato što je njen autor Jevrej, što je bilo uobičajeno u nemačkoj fizici u ranim 1930-ima, primer je ad hominem greške. Ali ne svi ad hominem argumenti čine greške. To je uobičajena i razumna praksa u sudu, na primer da se branite od optužbe bacajući sumnju na pouzdanost svedoka. Razlika između grešnih i opravdanih ad hominem argumenata zavisi o relevantnosti karaktera napadnute osobe za tezu u pitanju. Kulturno nasleđe autora čini se da u većini slučajeva ima vrlo malo veze sa teorijama u fizici, ali pouzdanost svedoka na sudu je veoma relevantna za to da li je opravdano verovati njihovom svedočenju. Whataboutism je posebna forma ad hominem greške koja pokušava da diskredituje stav protivnika optužujući ih za licemerje, bez direktnog pobijanja ili opovrgavanja njihovog argumenta. Povezana je posebno sa savremenom ruskim propagandom.
Apel na neznanje je još jedna greška zbog nevažnosti. Bazira se na pretpostavci da nema dokaza za određenu tvrdnju. Iz ove pretpostavke se izvlači zaključak da ta tvrdnja mora stoga biti lažna. Na primer: „Niko mi nikada nije dokazao da postoji Bog, pa zato znam da Boga nema.” Druga verzija apela na neznanje zaključuje iz odsustva dokaza protiv tvrdnje da ta tvrdnja mora biti istinita. 
Argumenti iz analogije takođe su podložni greškama relevantnosti. Analoga je poređenje između dva objekta zasnovano na sličnosti. Argumenti iz analogije uključuju zaključke iz informacija o poznatom objektu (izvor) na karakteristike nepoznatog objekta (cilj) na osnovu sličnosti između dva objekta. Pravilnost takvih argumenata zavisi od relevantnosti te sličnosti za zaključenu karakteristiku. Bez te relevantnosti, argument čini grešnu ili lažnu analogiju. Na primer: „Ako dete dobije novu igračku, ono će želeti da se igra s njom; dakle, ako nacija dobije nove oružje, ona će želeti da ga koristi.” Etimološke greške mogu zbuniti starija ili „originalna” značenja reči s trenutnom semantičkom upotrebom.